# 葛妙真
葛妙真，元朝女性人物，宣城人。 
葛妙真出身民家女。九岁时，葛妙真听到日者（占卜者）所言，她的母亲五十岁的时候当死，葛妙真于是悲忧向上天祈祷，发誓不嫁，终身斋戒食素，来延长母亲的年寿。母亲后年来活到八十一岁去世。有司禀上朝廷，朝廷赐给旌表。